# گرومن ال ال وی

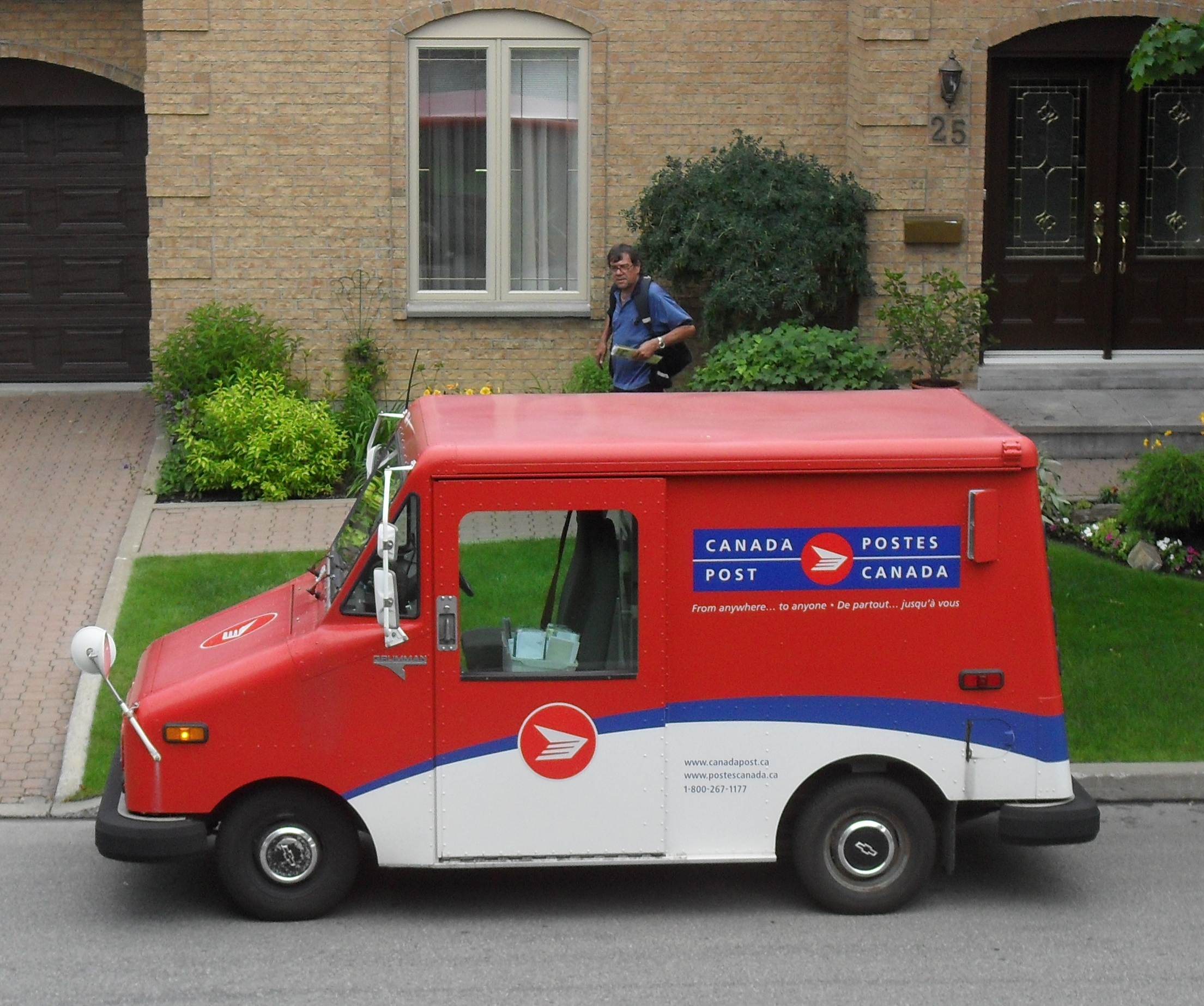
کامیون LLV پست کانادا،دیده شده در مونترآل ،کبک

وسیله نقلیه پر عمر یا ال ال وی (به انگلیسی: (long life vehicle (LLV) که توسط شرکت گرومن (grumman) تولید شده است.
کامیونی سبک وزن است که عمدتاً مورد استفاده خدمات پستی ایالات متحده امریکا(usps) قرار گرفت.
در سال 1987 خودروی جیپ دی‌جی (به انگلیسی: JEEP DJ-5) در پست بازنشسته شد و LLV  جایگزین آن شد.